# Deeper (casa di produzione)
Deeper è una casa di produzione pornografica statunitense specializzata in scene sessuali a tema BDSM. È stato fondata ad aprile 2019 dall'imprenditore e regista Greg Lansky e dalla società dell'attrice e regista Kayden Kross, la quale è rimasta amministratore delegato e principale direttore  esecutivo del nuovo studio, nonché attrice occasionale, diventando il quarto sito del gruppo Vixen Media Group dopo Blacked, Tushy e Vixen.

## Storia della società
Ad inizio aprile 2019 il Gruppo Vixen tramite Greg Lansky ha ampliato il suo catalogo con la piattaforma Deeper, dopo aver comprato i diritti di Trenchcoatx.com, impresa di proprietà dell'attrice e regista pornografica Kayden Kross, che nel nuovo studio ha acquisito il ruolo di CEO e direttrice esecutiva.
Ad ottobre dello stesso anno Maitland Ward, dopo aver deciso di intraprendere la carriera nel cinema a luci rosse, ha firmato un contratto in esclusiva con lo studio.
Oltre a Kayden Kross, hanno diretto alcune scene anche le pornoattrici Joanna Angel, Adria Rae e Stoya.
Ai primi concorsi del settore del 2020, lo studio ha ricevuto numerosi premi tra i quali l'AVN Best New Production Banner e l'XBIZ Best New Studio.
Tra le produzioni più note dello studio vi sono Boss, Cuckold's Drive, Plight, Muse, Muse 2, Relentless, Sacrosanct Now, Sex Obsessed o Sordid Stories.

## Riconoscimenti
La casa di produzione ha vinto oltre 40 premi nei concorsi più importanti tra i quali:
AVN Awards
- 2020 - Best Anthology Production per Sacrosanct Now[18]
- 2020 - Best Art Direction per Drive[18]
- 2020 - Best Cinematography per Drive[18]
- 2020 - Best Director - Dramatic Production a Kayden Kross per Drive[18]
- 2020 - Best Drama per Drive[18]
- 2020 - Best Editing per Drive[18]
- 2020 - Best New Production Banner[18]
- 2021 - Best Art Direction per Muse[19]
- 2021 - Best BDSM Movie Or Anthology per Mistress Maitland[19]
- 2021 - Best Cinematography per Mistress Maitland[19]
- 2021 - Best Directing - Drama a Kayden Kross per Muse[19]
- 2021 - Best Editing per Muse[19]
- 2021 - Best Screenplay - Drama per Muse[19]
- 2021 - Grand Reel per Muse[19]
- 2022 - Best Anthology Movie Or Limited Series per Auditions[20]
- 2022 - Best Art Direction per Muse 2[20]
- 2022 - Best Cinematography per Mistress Maitland 2[20]

XBIZ Awards
- 2020 - Vignette Release Of The Year per Sordid Stories[21]
- 2020 - Best New Studio[21]
- 2021 - Feature Movie Of The Year per Muse[22]
- 2021 - Best Cinematography per Muse[22]
- 2022 - Feature Movie Of The Year per Muse 2[23]
- 2022 - Vignette Movie Of The Year per If It Feels Good 2[23]
- 2022 - Best Screenplay per Muse 2[23]
- 2022 - Best Cinematography per Muse 2[23]

XRCO Award
- 2020 - Best Release per Drive[24]
- 2021 - Best Release per Muse[25]